# 佛山市
佛山市（邮政式拼音：Fatshan），简称禅、佛，是中华人民共和国广东省下辖的地级市，位于广东省南部，是粵港澳大灣區的涵蓋城市之一，目前归类为特大城市。市境东鄰广州市，北抵清远市，西界肇庆市、云浮市，南临江门市、中山市。地处珠江三角洲腹地，西江以西为低山丘陵，西江以东为珠江三角洲平原。珠江水系中的西江、北江及其支流贯穿全境，西江与北江在三水区思贤滘贯连，市人民政府驻禅城区 岭南大道14号。
佛山是珠江—西江经济带 、广佛肇经济圈、廣州都市圈重要节点城市，全国民营经济最为发达的地区之一，在广东省经济发展中处于领先地位。佛山气候温和，雨量充足，自古就是富饶的鱼米之乡，明清两代佛山镇与湖北汉口镇、江西景德镇、河南朱仙镇合称“四大名镇”，现为国家历史文化名城。佛山也是著名侨乡，旅外侨胞140万人。

## 历史
- 佛山的瀾石河宕墟發現四、五千年前的新石器時代晚期文物，證明佛山歷史悠久。

- 佛山古称为季华乡。东晋隆安二年（398年），罽賓（今克什米尔境內）的三藏法师达毗耶舍带了二尊铜像来到季华乡，于塔坡岗上（即今塔坡街）修建佛寺，传佛教。达毗耶舍离开后，佛寺后来随时间推移倒塌。
- 直到唐貞觀二年（628年），塔坡岗上某天忽然异彩四射，乡人齐聚起来在塔坡岗上掘得三尊铜佛，搬开佛像，见一股清泉涌出。乡人便建井取水，并在岗上重修塔坡庙寺以供奉三尊铜佛。故有一句谚语：“未有佛山，先有塔坡”。此后由于人们认为此地乃是佛家之山，便取名“佛山”。佛山在此之后成为珠江三角洲的一个宗教中心，故又称为“禅城”，也就是现在的佛山主城区之名。
- 宋朝元豐年间推行保甲制度，乡分都堡，佛山堡为季华乡之首。
- 明朝正统十四年（1449年），佛山梁广等乡绅组织地方武装“忠义营”参与镇压黄萧养农民起义，后明朝封梁广等人为“忠义官”，封佛山为“忠义乡”。
- 明朝成化、弘治年间由于工商业发达，发展成为商贾云集的岭南重镇，佛山镇因此成为与湖北的汉口镇、江西的景德镇、河南的朱仙镇齐名的中国“古代四大名镇”。
- 清雍正十一年（1733年），佛山从南海县分出，设“佛山直隶厅”。雍正十二年，改设广州府同知于佛山，为广州府佛山分府，行政上仍属于南海县。
- 咸豐年間，以佛山爲基地的太平軍李文茂圍攻廣州半年，久攻不下，為葉名琛部下衛佐邦、沈隸輝及團勇謝效莊等所敗。清軍反攻，佛山失守，李文茂部陣亡者數萬人，20萬無辜百姓慘遭屠殺[4]。
- 民国元年，佛山正式改镇建制，南海县署也从广州迁至佛山。1925年，国民政府将佛山从南海县分出，成立佛山市（镇级扩权）。1927年又撤消佛山市建制，重新划为南海县属一镇。1941年，设立佛山特别区，下辖佛山、富福、汾文三镇。1946年，佛山三镇合并重组为佛山镇。
- 1949年10月31日，由南海县析置佛山市。
- 1950年7月1日佛山改市为镇，重归南海县管辖。
- 1951年6月26日，佛山镇升为佛山市。
- 1951年珠江专员公署由中山县迁至佛山市。
- 1954年南海县的石湾镇划归佛山市。
- 1955年粤中行政公署由江门市迁至佛山市。
- 1956年3月1日撤销粤中行政区，设立佛山专区。
- 1958年11月至1959年1月，佛山专区改称广州专区。
- 1966年佛山市升为省辖市。
- 1970年佛山专区更名为佛山地区，佛山市改为县级市。
- 1983年6月1日撤销佛山地区，佛山市和佛山地区合并，下辖中山县、南海县、顺德县、三水县、高明县。
- 1983年12月22日国务院批准撤销中山县，设立中山市。
- 1988年1月7日中山市升格为地级市。
- 1992年3月26日民政部批准撤销顺德县，设立顺德市。
- 1992年9月2日民政部批准撤销南海县，设立南海市。
- 1993年3月29日民政部批准撤销三水县，设立三水市。
- 1994年4月18日民政部批准撤销高明县，设立高明市。
- 2003年1月撤销原佛山市城区和石湾区以及县级的南海市、顺德市、三水市和高明市，设立佛山市禅城区、南海区、顺德区、三水区和高明区五个区。[5]
- 2011年2月11日，广东省正式发文确定顺德区为广东省首个省直管县试点。

## 地理
佛山市位于中国广东省中南部，地处珠江三角洲腹地。地形平坦，河网交错，土壤肥沃。东倚广州，南邻港、澳，地理位置优越。佛山由于临近海洋，气候温和，温暖多雨，四季常绿，自古就是富饶的鱼米之乡。属亚热带季风气候，年均降水1490.6毫米，年均温22.1℃。低山丘陵多发育红壤、赤红壤，有少量黄壤，平原则为水稻土、堆叠土。自然资源主要有陶土、玻璃砂、稀有金属和水稻、甘蔗及品种繁多的水果、花卉、江河水产资源等。珠江水系中的西江、北江及其支流贯穿全境。
| 佛山市气象数据（1981年至2010年） | 佛山市气象数据（1981年至2010年） | 佛山市气象数据（1981年至2010年） | 佛山市气象数据（1981年至2010年） | 佛山市气象数据（1981年至2010年） | 佛山市气象数据（1981年至2010年） | 佛山市气象数据（1981年至2010年） | 佛山市气象数据（1981年至2010年） | 佛山市气象数据（1981年至2010年） | 佛山市气象数据（1981年至2010年） | 佛山市气象数据（1981年至2010年） | 佛山市气象数据（1981年至2010年） | 佛山市气象数据（1981年至2010年） | 佛山市气象数据（1981年至2010年） |
| 月份                             | 1月                              | 2月                              | 3月                              | 4月                              | 5月                              | 6月                              | 7月                              | 8月                              | 9月                              | 10月                             | 11月                             | 12月                             | 全年                             |
| -------------------------------- | -------------------------------- | -------------------------------- | -------------------------------- | -------------------------------- | -------------------------------- | -------------------------------- | -------------------------------- | -------------------------------- | -------------------------------- | -------------------------------- | -------------------------------- | -------------------------------- | -------------------------------- |
| 历史最高温 °C（°F）              | 26.7 (80.1)                      | 27.1 (80.8)                      | 30.7 (87.3)                      | 32.7 (90.9)                      | 35.6 (96.1)                      | 37.1 (98.8)                      | 38.5 (101.3)                     | 38.5 (101.3)                     | 37.8 (100.0)                     | 34.2 (93.6)                      | 30.6 (87.1)                      | 28.8 (83.8)                      | 38.5 (101.3)                     |
| 平均高温 °C（°F）                | 17.9 (64.2)                      | 18.5 (65.3)                      | 20.8 (69.4)                      | 25.1 (77.2)                      | 29.2 (84.6)                      | 31.5 (88.7)                      | 32.9 (91.2)                      | 33.2 (91.8)                      | 31.5 (88.7)                      | 28.6 (83.5)                      | 24.0 (75.2)                      | 19.8 (67.6)                      | 26.1 (79.0)                      |
| 日均气温 °C（°F）                | 13.8 (56.8)                      | 14.3 (57.7)                      | 17.6 (63.7)                      | 21.9 (71.4)                      | 25.7 (78.3)                      | 28.0 (82.4)                      | 29.1 (84.4)                      | 29.2 (84.6)                      | 27.6 (81.7)                      | 24.6 (76.3)                      | 19.6 (67.3)                      | 15.0 (59.0)                      | 22.2 (72.0)                      |
| 平均低温 °C（°F）                | 10.8 (51.4)                      | 11.9 (53.4)                      | 15.2 (59.4)                      | 19.5 (67.1)                      | 23.0 (73.4)                      | 25.3 (77.5)                      | 26.1 (79.0)                      | 26.3 (79.3)                      | 24.6 (76.3)                      | 21.4 (70.5)                      | 16.3 (61.3)                      | 11.4 (52.5)                      | 19.3 (66.8)                      |
| 历史最低温 °C（°F）              | 2.0 (35.6)                       | 2.3 (36.1)                       | 3.4 (38.1)                       | 10.5 (50.9)                      | 14.9 (58.8)                      | 18.7 (65.7)                      | 22.8 (73.0)                      | 23.3 (73.9)                      | 19.6 (67.3)                      | 10.7 (51.3)                      | 4.4 (39.9)                       | 3.1 (37.6)                       | 2.0 (35.6)                       |
| 平均降水量 mm（）                | 45.7 (1.80)                      | 65.2 (2.57)                      | 92.4 (3.64)                      | 166.4 (6.55)                     | 245.1 (9.65)                     | 273.7 (10.78)                    | 228.4 (8.99)                     | 229.9 (9.05)                     | 196.7 (7.74)                     | 68.1 (2.68)                      | 37.7 (1.48)                      | 28.0 (1.10)                      | 1,677.3 (66.03)                  |
| 平均相對濕度（％）               | 74                               | 82                               | 84                               | 85                               | 84                               | 83                               | 81                               | 79                               | 79                               | 75                               | 71                               | 66                               | 79                               |
| 来源：中国气象数据网             |                                  |                                  |                                  |                                  |                                  |                                  |                                  |                                  |                                  |                                  |                                  |                                  |                                  |

## 政治

### 现任领导
| 机构     | · 中国共产党 · 佛山市委员会 | 佛山市人民代表大会 常务委员会 | 佛山市人民政府    | · 中国人民政治协商会议 · 佛山市委员会 |
| 职务     | 书记                        | 主任                          | 市长              | 主席                                  |
| -------- | --------------------------- | ----------------------------- | ----------------- | ------------------------------------- |
| 姓名     | 唐屹峰                      | 胡钛                          | 白涛              | 李政华                                |
| 民族     | 汉族                        | 汉族                          | 蒙古族            | 汉族                                  |
| 籍贯     | 浙江温州                    | 湖南双峰                      | 新疆伊犁          | 广东兴宁                              |
| 出生日期 | 1973年1月（52歲）           | 1964年4月（61歲）             | 1968年4月（57歲） | 1966年4月（59歲）                     |
| 就任日期 | 2024年10月                  | 2021年11月                    | 2021年10月        | 2022年1月                             |

### 历任领导
| 市委书记 - 童孟清（1983年6月－1986年1月） - 叶谷（1986年1月－1992年2月） - 欧广源（1992年2月－1993年2月） - 钟光超（1993年2月－1997年4月） - 林浩坤（1997年4月－2002年9月） - 黄龙云（2002年9月－2006年10月） - 林元和（2006年10月－2010年4月） - 陈云贤（2010年4月－2011年7月） - 李贻伟（2011年8月－2014年5月） - 刘悦伦（2014年5月－2016年2月） - 鲁毅（2016年3月－2021年5月） - 郑轲（2021年6月－2024年10月） - 唐屹峰（2024年10月－） | 市长 - 飞（1983年10月－1985年2月） - 卢瑞华（1985年3月－1991年8月） - 钟光超（1991年8月－1996年5月） - 梁绍棠（1996年5月－2006年10月） - 陈云贤（2006年10月－2010年7月） - 李贻伟（2010年7月－2011年8月） - 刘悦伦（2011年8月－2014年5月） - 鲁毅（2014年5月－2016年3月） - 朱伟（2016年4月－2021年4月） - 郭文海（2021年4月－2021年10月） - 白涛（2021年10月－） |

### 行政区划
佛山市现辖5个市辖区：禅城区、顺德区、南海区、三水区、高明区。
佛山邻近广州，经济、民生等受广州辐射。广佛都市圈正逐步形成。

## 人口
根据2020年第七次全国人口普查，全市常住人口为9,498,863人。同第六次全国人口普查的7,197,394人相比，十年共增加了2,301,469人，增长31.98%，年平均增长率为2.81%。其中，男性人口为5,163,849人，占总人口的54.36%；女性人口为4,335,014人，占总人口的45.64%。总人口性别比（以女性为100）为119.12。0－14岁的人口为1,434,700人，占总人口的15.1%；15－59岁的人口为7,064,523人，占总人口的74.37%；60岁及以上的人口为999,640人，占总人口的10.52%，其中65岁及以上的人口为698,409人，占总人口的7.35%。居住在城镇的人口为9,042,509人，占总人口的95.2%；居住在乡村的人口为456,354人，占总人口的4.8%。

### 民族
全市常住人口中，汉族人口为9,006,581人，占94.82%；各少数民族人口为492,282人，占5.18%。与2010年第六次全国人口普查相比，汉族人口增加2,069,132人，增长29.83%，占总人口比例下降1.57个百分点；各少数民族人口增加232,337人，增长89.38%，占总人口比例增加1.57个百分点。

## 交通

### 铁路

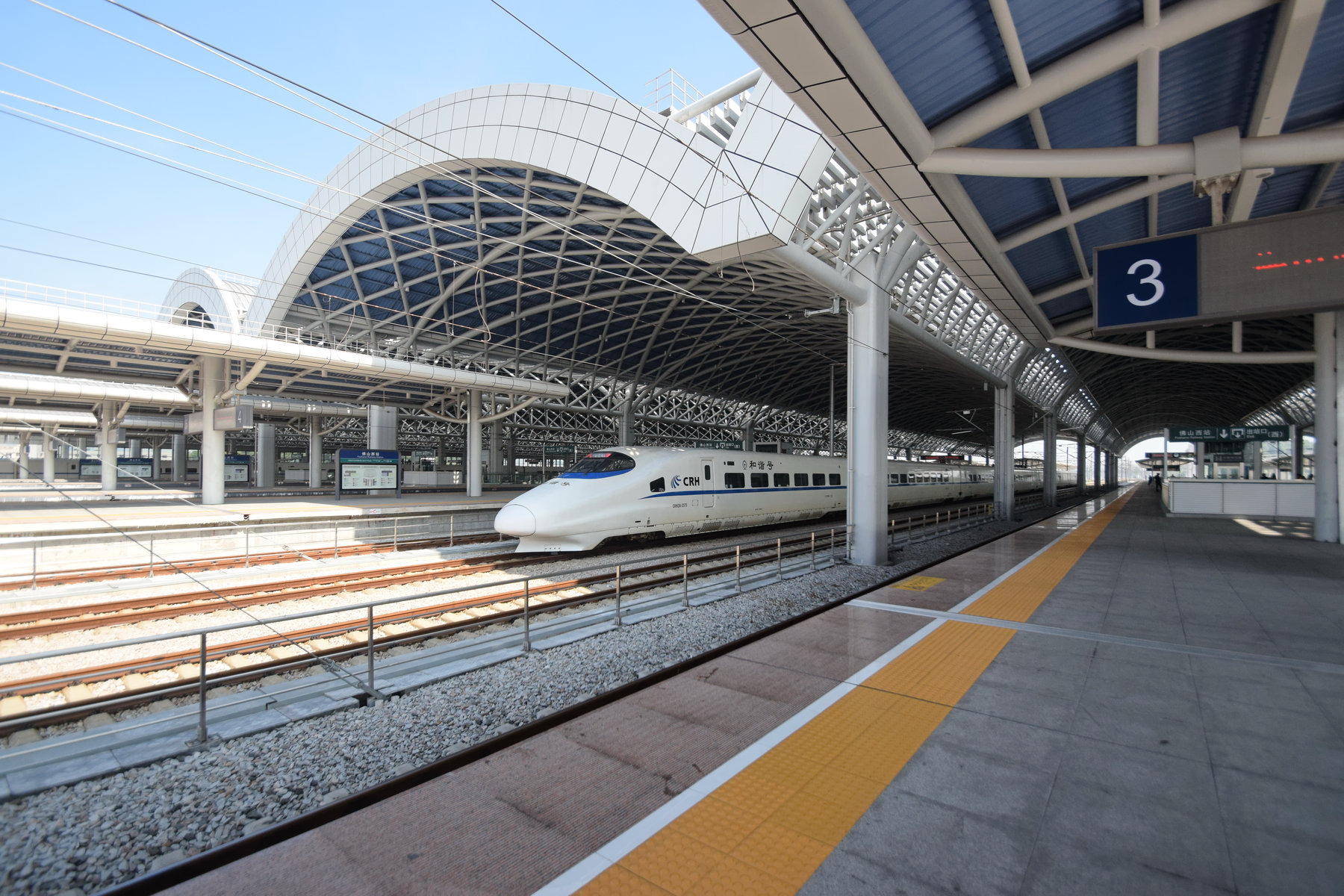
佛山西站

南广铁路、贵广客运专线两条高铁在市内并线，于2014年12月落成使用，珠肇高速铁路即将在市內并线。佛山西站是往香港城際高速列車（直通火車）的其中一個樞紐。广珠城际铁路纵贯在市境东部，是佛山旅客前往珠海、澳门的便捷选择。

### 公路
- 国道公路： 105国道、 240国道、 321国道、 324国道、 325国道、 359国道；
- 高速公路： 广台高速、 广佛肇高速、 广佛高速、 佛清从高速、 广珠西线高速、 广佛江珠高速、 广州环城高速、 佛山一环高速、 沈海高速、 广州绕城高速、 二广高速、 广昆高速、 莞佛高速

### 海路
水网密布，有航道1636千米，设有24个外贸口岸。

### 航空
佛山沙堤机场作为军民两用机场，每周定期有班机往来北京大興國際機場。
规划中的珠三角枢纽机场作为广佛地区第二机场，设在高明区更合镇。

### 城市轨道交通
佛山市的首條地鐵線为廣佛地鐵，此后興建地鐵2、3號線的規劃亦获國務院審批通過，并于2022年建成并通车首阶段部分。另有部分线路正在兴建和规划报批。
- 广佛地铁原計劃於2002年興建，2006年啟用，但因資金問題延至2007年興建，於2010年啟用魁奇路至西塱段；线路南段（魁奇路站至新城东站）于2016年12月28日開通[15]，东段则由於拆遷問題，在2015年12月28日先啟用西塱至燕崗段，而燕崗至瀝滘段延至2018年12月28日啟用。
- 佛山地鐵2號線于2014年6月開工建設，於2021年12月28日開通广州南站至南庄段，2期將延伸至高明区。
- 佛山地铁3号线于2016年开工建设，于2022年12月28日开通顺德学院至镇安首通段。後通段南段鎮安至中山公園以及北段聯和至佛山大學於2024年8月23日開通。
- 廣州地鐵7號線西延段在佛山市顺德区内设置了7个车站，於2022年5月1日開通。

另外市内也有多条轻轨交通线路。
- 高明区现代有轨电车示范线于2019年12月30日开通，是世界首条商用氢能源有轨电车线路，现时与广佛地铁线网脱网运营。佛山地铁2号线二期规划有站点换乘。
- 南海有轨电车1号线于2021年8月18日首通，是中国大陆首个拥有独立路权的有轨电车系统，与佛山地铁2号线和广佛线有站点换乘。

### 公共汽車
市內公共汽车公司主要是粤运公交、佛广交通、顺德公交、新协力公交、恒通公司、鸿运公交、宏明公交、广明公交、三水运发公交、国鸿公交。票价在2至16元不等。
在佛山内可使用广东省内区域內互联互通的岭南通，也可使用地方交通卡（广佛通、羊城通），亦可使用全国交通一卡通互联互通。
佛山广佛通的到目前为止的使用范围：
1. 禅城公交、南海公交、顺德公交、三水公交、高明公交、佛山城巴、南海至广州的专线车、广佛快巴
2. 佛山市禅城区、南海区指定公用电话；
3. 可覆盖广州羊城通系统所有应用领域，包括广州市的公共汽车、地铁、出租车、停车场、超市、便利店、菜市场等。
4. 电影院：南海影剧院（享受票价9折）

目前优惠：
- 乘坐禅城区和南海区公交线路（“1”“G”字头线路、镇巴）享受7折优惠，60分钟内换乘享有3.5折优惠（禅城区“K”字头和南海区“2”字头线路除外）。
- 乘坐南海公交（“2”字头线路）享受7折优惠，换乘不享有优惠
- 乘坐顺德公交享受8折优惠，换乘不享有优惠。
- 乘坐市内已安装电子收费设备的公交车享受95折优惠（佛山城巴、高明公交、三水公交）。

### 出租车
市内有多家出租车公司，其中主要有佛汽集团公司、顺安达、新协力、佛广交通、佛铁集团等，而价格则皆为8元起表2公里内8元。12公里内2.8元一公里。12公里后4.2元一公里。

## 经济

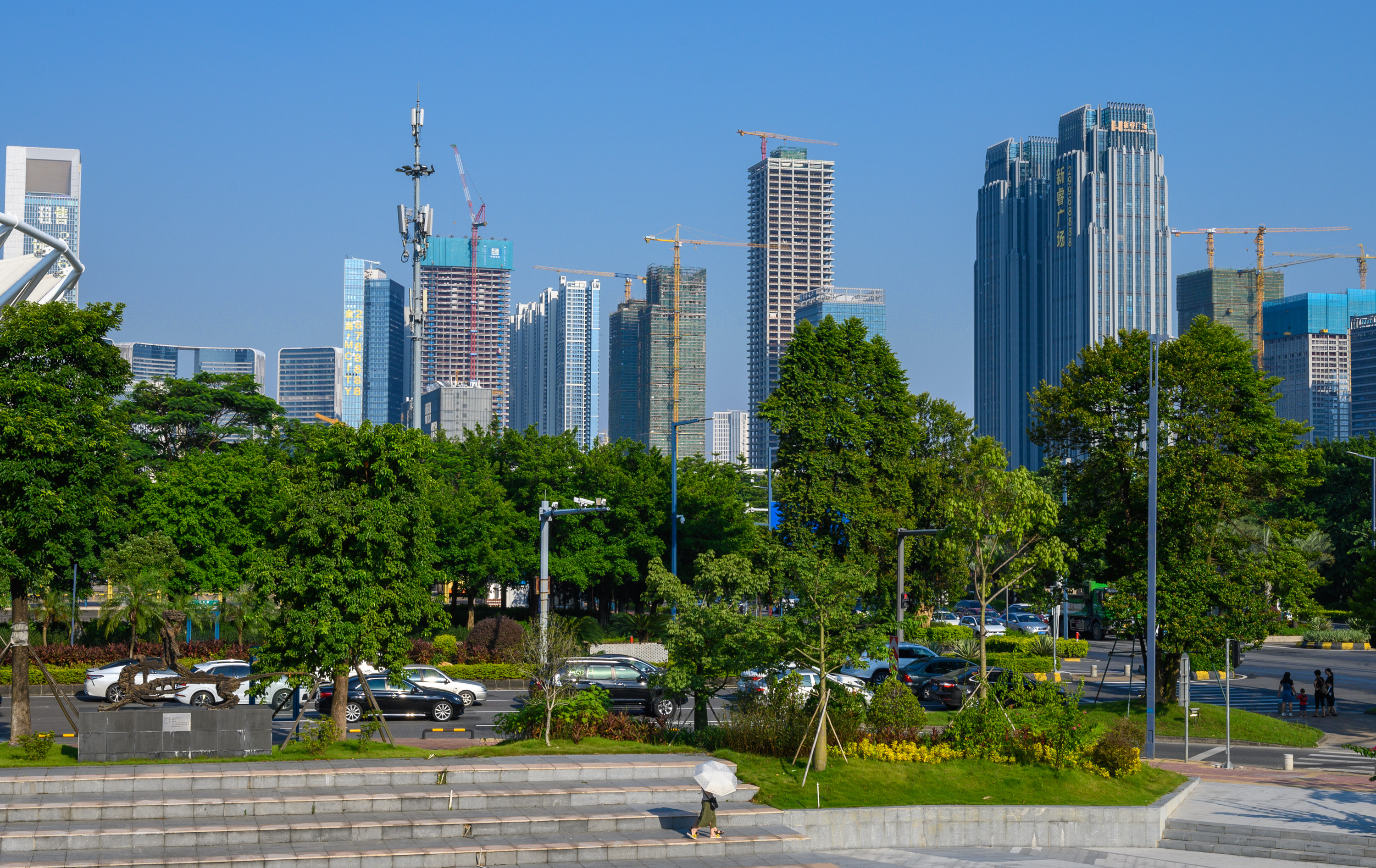
佛山市区

佛山是中国乃至全球重要的制造业基地，也是全国民营经济最发达的地区之一。2019年，全市地区生产总值超过一万亿元人民币，成为全国第17个、广东第3个GDP突破万亿元大关的城市。佛山工业体系门类齐全，涵盖几乎所有制造业行业，家用电器、金属制品、陶瓷建材、纺织服装、家具制造等行业产值规模均居全省第一。装备制造、泛家居、汽车及新能源、军民融合及电子信息、智能制造装备及机器人、新材料、食品饮料、生物医药及大健康为佛山主力培养的八大产业，其中自2009年起，生产“工业母机”的机械装备制造业成为佛山第一大支柱产业。佛山经济的一大特色是拥有大批国内外知名的专业镇。作为广东省拥有省级专业镇数量最多的地级市，佛山专业镇对经济总量的贡献率保持在80%以上。

### 知名企业及品牌
佛山市的知名企业有：
- 佛塑集团（塑料製品）
- 佛山照明（照明器材）
- 海天味业（調味品）
- 东鹏陶瓷（陶瓷）
- 科龙电器（家電）
- 美的（综合）
- 格兰仕（家電）
- 志高空调（家電）
- 廣東萬家樂（家電）
- 健力宝（饮料）
- 碧桂园（房地产）
- 能興集團（房地产）
- 孔雀唱片（经纪公司）

而这些知名品牌的著源地多在顺德、南海这两个区，它们占全部“专业镇”的逾半数。详见“广东四小虎”

## 旅遊景點

### 全国重点文物保护单位
- 佛山祖庙
- 康有为故居
- 东华里古建筑群
- 南风古灶
- 古椰贝丘遗址
- 清晖园
- 顺德糖厂早期建筑

### 佛山新八景
- 西樵山
- 三水荷花世界
- 陈村花卉世界
- 皂幕山
- 南国桃园
- 佛山祖庙
- 顺德清晖园
- 南风古灶

### 世界灌溉工程遗产
- 佛山桑园围 [20]

### 其它
佛山其它較知名的旅游景点有：
- 通濟橋
- 嶺南天地
- 梁園
- 仁壽寺
- 佛山樂園
- 中山公園
- 佛山新城
- 千燈湖
- 亚洲藝術公园
- 長鹿農莊
- 南國桃園
- 南海影視城
- 石灣公仔街
- 佛羅倫薩小鎮
- 三水荷花世界
- 南海金融高新區
- 瓊花大劇院
- 佛山圖書館
- 羅浮宮國際傢俱博覽中心
- 保利水城

## 特產
特產有盲公餅、石灣陶瓷、石灣公仔、香蘭月餅、柱侯醬、西樵大餅、九江雙蒸、九江煎堆、樂從魚腐、雙皮奶、大良炒鮮奶、蜆蚧鯪魚球、柱侯雞、撈魚生、魚羹、南乳花生、大良牛乳、陳村粉、薑撞奶、煎番薯餅、倫教糕、 龍江煎堆、大良崩砂、佛山秋色工藝品等。

## 文化
佛山是中国粤剧的发源地，也是著名的体育之乡，咏春、龙舟及舞狮运动水平均享誉海内外。佛山保留了许多岭南传统文化，如剪纸、陶艺、木板年画、狮艺等。

## 教育

### 發展情況
截止到2011年，全市共有各级各类学校1448所，其中普通高校3所，成人高校6所，中职学校52所（含省属中职7所），普通高中53所，初中125所，小学423所，幼儿园782所，特殊教育学校4所。全市有民办中小学（含职校）94所、民办幼儿园441所；成人文化技术学校和非学历教育培训机构285个。各级各类学校在校生达115万人。全市共有教职工8.1万人，其中专任教师6.1万人。

### 學校

#### 小学
佛山市較為知名的小学有：南光中英文小学，颜峰小学、大沥实验小学、大沥中心小学、成远小学、石门实验小学、佛山市第九小学、佛山第一小学、元甲学校、玫瑰小學、惠景小學、同济小学、鸿业小学、城南小学、冠华學校、白燕小学、建設小學、人民路小学、石灣一小、铁军小学，桂园小学等。

#### 中学
佛山主要的中学有佛山市第一中学、佛山市高级中学、佛山市季华中学、石门中学、顺德第一中学、国华纪念中学、南海中学 、佛山市第三中学、桂城中学、顺德李兆基中学、顺德郑裕彤中学、三水中学、南海第一中学、大沥高级中学、佛山市第二中学、荣山中学、佛山市第四中学、佛山市第六中学、南庄中学、汾江中学、佛山市第十中学、佛山市第十一中学、九江中学、黄岐高级中学、桂华中学、佛山市禅城实验高级中学、佛山市實驗中學、高明纪念中学、顺德华侨中学、南海艺术高中、顺德罗定邦中学、惠景中学、佛山市实验学校中学部、南海执信中学、华南师范大学附属中学南海实验高级中学、狮山石门高级中学、南海实验中学、佛山市华英学校、石门实验学校等。

#### 大学
佛山唯一市属综合性本科大学：佛山大学
佛山其他高校：顺德职业技术学院、广东舞蹈戏剧职业学院、广东省纺织职业技术学院、佛山职业技术学院、广东东软学院等
在佛山设立分校区的大学：南方医科大学顺德校区、华南师范大学南海校区、广东财经大学三水校区、广东轻工职业技术学院南海校区、北京外国语大学佛山研究生院
2020年3月5日，香港理工大学（佛山）项目列入广东省重点建设前期预备项目计划。

## 友好城市
- 日本 伊丹市
- 模里西斯 首都 路易港
- 美国 斯托克顿
- 法國 普罗旺斯地区艾克斯
- 留尼汪 拉波塞雄
- 汤斯维尔
- 格瑞那達 聖喬治
- 美国 雷諾